# Il premio (film 2009)
Il premio è un cortometraggio del 2009 diretto da Ermanno Olmi.

## Trama
Durante il viaggio in treno che le riporta a casa dopo un'importante premiazione, due ragazze riescono a realizzare un sogno importante tanto per loro quanto per la collettività, armate della sola fiducia in sé stesse.

## Produzione
Tratto da una vicenda realmente accaduta, fa parte del progetto PerFiducia, un'iniziativa a cui hanno preso parte anche i registi Gabriele Salvatores e Paolo Sorrentino, autori rispettivamente dei corti Stella e La partita lenta.